# Västerbottens mellersta domsaga
Västerbottens mellersta domsaga var en domsaga i Västerbottens län. Den bildades 1852 som en utbrytning ur Västerbottens norra domsaga och upplöstes 1971 i samband med tingsrättsreformen i Sverige. Domsagan delades och en del överfördes till Skellefteå tingsrätt och en annan till Umebygdens tingsrätt.
Domsagan lydde först under Svea hovrätt, men överfördes till domkretsen för hovrätten för Övre Norrland när denna bildades 1936. Vid bildandet löd fyra tingslag under domsagan, men detta antal minskade till två 1902 och 1948 minskades antalet till ett. När domsagan upphörde 1971 löd således under den bara ett tingslag.

## Tingslag

### Från 1852
- Burträsks tingslag
- Bygdeå tingslag
- Lövångers tingslag
- Nysätra tingslag

### Från 1902
- Burträsks tingslag
- Nysätra tingslag

### Från 1948
- Västerbottens mellersta domsagas tingslag

## Häradshövdingar
- 1902–1924 Herman Rogberg
- 1926–1938 Ragnar Seldén
- 1938–1947 Gudmund Welinder
- 1947–1970 Gösta Bergström

## Valkrets för val till andra kammaren
Mellan andrakammarvalen 1866 och 1908 utgjorde Västerbottens mellersta domsaga en valkrets: Västerbottens mellersta domsagas valkrets. Valkretsen avskaffades vid införandet av proportionellt valsystem inför valet 1911 och uppgick då i Västerbottens läns norra valkrets.